# شارلوته بوث
شارلوته بوث (بالإنجليزية: Charlotte Luise Taylor)‏ هي مجدفة بريطانية، ولدت في 14 أغسطس 1985 في هانتينغدون ‏ في المملكة المتحدة.

## وصلات خارجية
- شارلوته بوث على موقع الاتحاد الدولي للتجديف (الإنجليزية)
- شارلوته بوث على موقع أوليمبيديا (الإنجليزية)
- شارلوته بوث على موقع اللجنة الأولمبية البريطانية (الإنجليزية)